# 西新町 (津山市)
西新町（にししんまち）は岡山県津山市にある地名。郵便番号は708-0833。

## 地理
吉井川の北に位置する。北は上之町、西は中之町、東は東新町、南は吉井川を挟んで、八出に接する。城東町並み保存地区の一角を成す。

### 河川
- 吉井川

## 地名の由来
新町は旧・林田新町に由来。その西側に位置することから。

## 歴史

### 沿革
- 1889年6月1日 - 町村制施行に伴い、津山城下町の内、宮川以東の西新町の他、上之町、勝間田町、中之町、林田町、橋本町、東新町が合併し、東南条郡津山東町となる。上之町に役場を置く。
- 1900年4月1日 - 津山東町が西北条郡津山町に編入されると同時に、東南条郡、東北条郡、西西条郡、西北条郡の合併に伴い、苫田郡津山町となる。
- 1923年4月1日 - 苫田郡林田村が町制・改称、津山東町となる。
- 1929年2月11日 - 苫田郡津山東町が同郡津山町、院庄村、西苫田村、二宮村、久米郡福岡村と合併・市制により、津山市となる。

## 世帯数と人口
2021年（令和3年）1月1日現在の世帯数と人口は以下の通りである。
| 町丁   | 世帯数 | 人口  |
| ------ | ------ | ----- |
| 西新町 | 61世帯 | 102人 |

## 小・中学校の学区
市立小・中学校に通う場合、学区は以下の通りとなる。
| 番地 | 小学校             | 中学校             |
| ---- | ------------------ | ------------------ |
| 全域 | 津山市立林田小学校 | 津山市立中道中学校 |

## 交通

### 道路
- 国道53号（国道179号、国道429号と重複）

## 施設

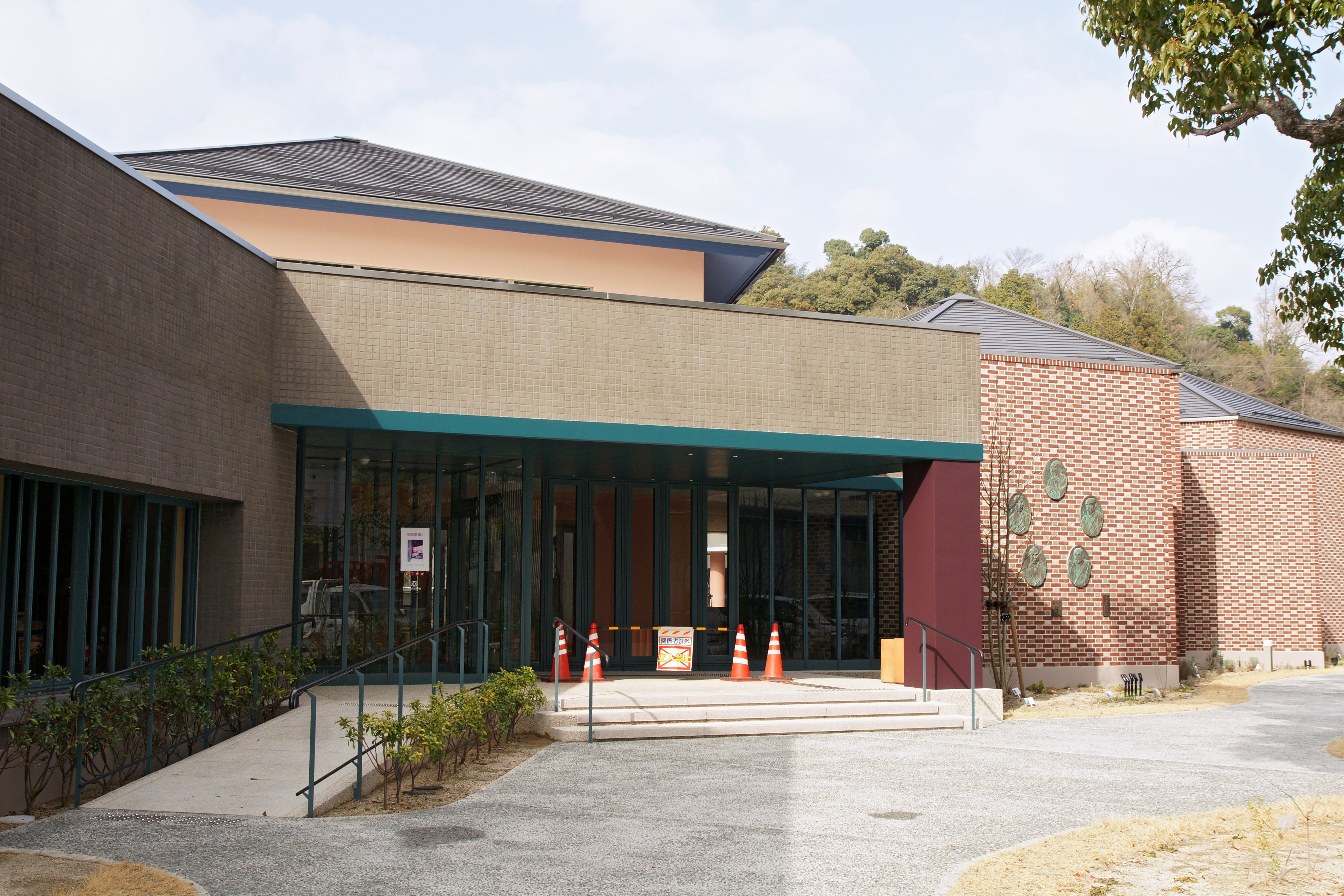
津山洋学資料館

- 山陽新聞岡山東販売津山支社東支店
- 津山洋学資料館[6]
- 箕作阮甫旧宅